# پنیر بوترکیزه
پنیر بوترکیزه یا پنیر بوتوکیزه از انواع پنیرهای چرب و نیمه‌سخت است و به‌صورت قرص‌های زرد با پوستهٔ قرمز می‌باشد. این پنیر اولین بار در سال ۱۹۲۸ در آلمان تولید شد که به‌دلیل طعم کره‌ایِ آن، به پنیر بوترکیزه (به آلمانی: Butterkäse (بوتِرکِزه)) معروف شد. در حال حاضر این پنیر در سراسر آلمان تولید می‌شود. این پنیر، که از شیر گاو به‌دست می‌آید، طعم خوبی به سبزیجات می‌دهد و برای تهیهٔ انواع سوفلهٔ سبزیجات مناسب است. از این پنیر می‌توان در تهیهٔ صبحانه، انواع غذاهای گوشتی، املت، سوپ، سالادها و انواع ساندویچ‌های سرد و گرم استفاده کرد.